# Hylomyrma blandiens
Hylomyrma blandiens is een mierensoort uit de onderfamilie van de Myrmicinae. De wetenschappelijke naam van de soort is voor het eerst geldig gepubliceerd in 1961 door Kempf.